# Peleteria mimica
Peleteria mimica là một loài ruồi trong họ Tachinidae.